# W52
Pour les articles homonymes, voir W52 (homonymie).
La W52 était une ogive thermonucléaire américaine. Elle a été déployée dans le missile Sergeant de 1962 à 1977.

## Description
La W52 avait un diamètre de 24 pouces et mesurait 57 pouces de long, pour un poids de 950 livres. 
Elle avait une puissance explosive de 200 kilotonnes.
300 ogives W52 ont été fabriquées.
Selon le chercheur Chuck Hansen, la W52 et la W30 (ogive à fission nucléaire) utilisaient les mêmes principes pour démarrer la fission des atomes. Elles contenaient toutes deux le primaire Boa.
Trois modèles de la W52 furent fabriquées : Mod 1, Mod 2 et Mod 3. Une ogive Mod 1 et une ogive Mod 2 furent testées en 1963, mais elles n'explosèrent pas. La conception du Mod 3 a été revue.
Les problèmes de conception touchant le Mod 1 et le Mod 2, en plus de ceux touchant la W45 et la W47, font encore l'objet de débats sur la fiabilité des armes nucléaires américaines, lesquelles ne sont plus testées en grandeur nature depuis plusieurs années.